# Ernst-Georg Pantel

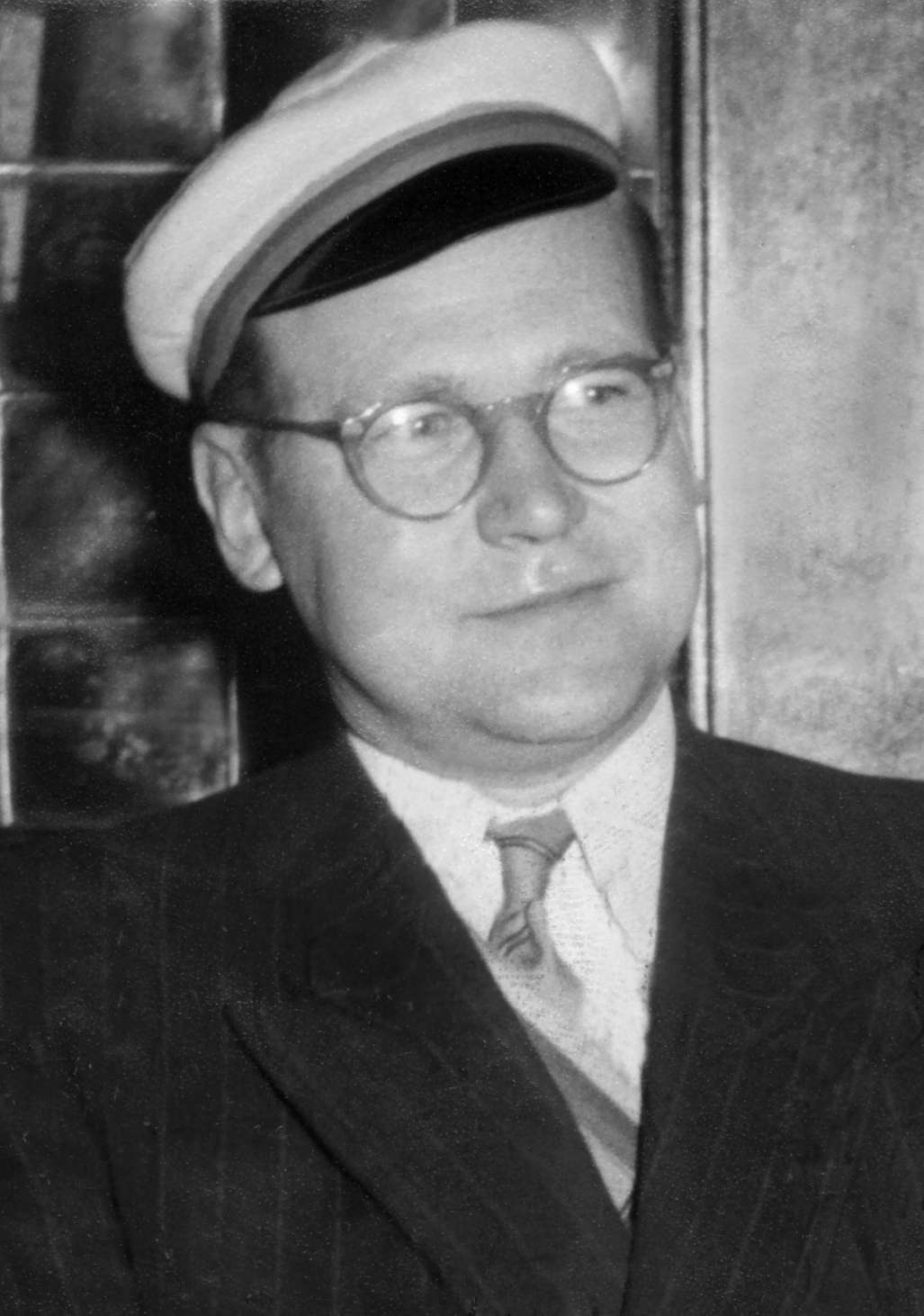
Ernst-Georg Pantel als Albertiner, 1951

Ernst-Georg Pantel (* 23. Juni 1922 in Stettin; † 5. Mai 2003 in Ottobrunn) war ein deutscher Volkswirt. Über 26 Jahre war er als Manager in der Luftfahrtindustrie tätig.

## Leben
Gleich nach dem Abitur am Stettiner Marienstiftsgymnasium wurde Pantel zur Wehrmacht eingezogen. Er nahm am ganzen Zweiten Weltkrieg teil und kämpfte im Westfeldzug und im Deutsch-Sowjetischen Krieg. 1945 kam er in sowjetische Kriegsgefangenschaft, aus der er 1948 entlassen wurde.
An der Universität Hamburg studierte er Volkswirtschaft. 1950 gehörte er zu den ersten Mitgliedern des Corps Albertina Hamburg. Als Vorsitzender des Allgemeinen Studentenausschusses musste er am 17. November 1950 auf Geheiß des Rektors Arthur Jores zurücktreten; denn dieser störte sich an Pantels Schmiss. Es gab einen Skandal. Der AStA revanchierte sich, indem er Pantels Halbschwester Ingeborg Retzlaff zur Nachfolgerin wählte. Bei Albertina bewährte Pantel sich zweimal als Senior. Mit seinem Schulfreund und Corpsbruder Fritz Milenz († 2012) betrieb er Albertinas Anschluss an den grünen Kreis. 1951 und 1952 war er Vorsitzender des Kösener Congresses.
Nach dem Diplom 1952 ging Pantel zu einer Hamburger Handelsbank, dann zur Deutschen Shell AG. 1958 trat er in den Dienst der Bölkow GmbH, der späteren Messerschmitt-Bölkow-Blohm. Er verantwortete die kaufmännische Werksleitung in Ottobrunn, dann den Unternehmensbereich Flugzeuge (Tornado). Er war Chairman Board of Directors bei Panavia Tornado. Seit 1965 war er Mitglied der Deutschen Gesellschaft für Raumfahrttechnik und Raumfahrt (München). 1984 wurde er ihr 3. Vorsitzender und Schatzmeister. In mehreren Wehrübungen diente er bei der Luftwaffe. Zuletzt war er Oberstleutnant der Reserve, was die internationalen Verhandlungen, besonders mit Frankreich und Großbritannien, wesentlich erleichterte. Seit 1973 Mitglied der Geschäftsleitung von MBB, wurde ihm 1975 der Unternehmensbereich Transport und Verkehrsflugzeuge  (später Airbus) anvertraut. 1984 ging er in den Ruhestand.

## Ehrungen
- Eisernes Kreuz 2. Klasse
- Eisernes Kreuz 1. Kl.
- Verwundetenabzeichen in Silber
- Präsident des Bundesverbandes der Deutschen Luft- und Raumfahrtindustrie (1981–1983).
- Ehrenmitglied der Deutschen Gesellschaft für Raumfahrttechnik und Raumfahrt
- Pantel-Straße auf dem Airbus-Werksgelände in Hamburg-Finkenwerder